# Gallipoli (stacja kolejowa)
Gallipoli (włoski: Stazione di Gallipoli) – stacja kolejowa w Gallipoli, w prowincji Lecce, w regionie Apulia, we Włoszech. Obsługuje również gminy Seclì i Aradeo.
Stacja jak i linie kolejowe są obsługiwane przez Ferrovie del Sud Est. Znajduje się na linii Zollino – Gallipoli i Gallipoli – Casarano.

## Linie kolejowe
- Zollino – Gallipoli
- Gallipoli – Casarano

## Usługi
Usługi dostępne na stacji:
- kasy biletowe
- Toalety
- Poczekalnia